# إف 1 2010 (لعبة فيديو)
إف 1 2010 (بالإنجليزية: F1 2010)‏ ، هي لعبة فيديو إلكترونية من نوع سباقات السيارات الفورومولا ون، صدرت في الأسواق سنة 2010م، وتعمل لأنظمة بلاي ستيشن 3 ومايكروسوفت ويندوز وإكس بوكس 360 ومتجر آي أو إس الإلكتروني التي تدعم أنظمة تشغيل نظام آبل.